# Commandos: Strike Force
Commandos Strike Force es un videojuego de estrategia en primera persona, basado en tres personajes: un espía, un boina verde y un francotirador. Es el quinto y definitivo videojuego de la saga Commandos, creada por Pyro Studios y publicada por Eidos Interactive.  
Puesto a la venta durante los primeros meses de 2006, el juego se basa en el desarrollo y la ambientación de los cuatro anteriores. Cada misión encomendada para ser superada necesita superar varios objetivos (algunos necesitan demostrar una habilidad de sigilo, y otros utilizar la fuerza bruta). En la mayoría de las ocasiones se permite al jugador cambiar y manejar diferentes personajes que cuentan con habilidades características. Es el primer juego de la serie que utiliza una vista en primera persona, similar a otros juegos populares como Medal of Honor o Call of Duty y a diferencia de los tres anteriores donde la vista era isométrica y más enfocados a la estrategia.

## Argumento
El juego se divide en tres campañas con catorce escenarios, situados en tres países: en Francia, Noruega y la Unión Soviética, durante la Segunda Guerra Mundial.
La primera parte ocurre durante la ocupación de Francia por la Alemania nazi en 1942. El Commandos Strike Force es un grupo de operaciones especiales compuesto por un francotirador británico, el teniente William Hawkings, el boina verde, capitán Francis O'Brien y el líder -también espía- inglés, coronel George Brown. El comando ayuda a la resistencia francesa a asegurar un pueblo, pero se ven obligados a huir al ser descubiertos por un agente doble, por una traición (O'Brien sospecha de Brown). Brown ayuda a la resistencia en un pueblo, cumpliendo varias misiones y liberando a un doctor.
La siguiente campaña se desarrolla en la Noruega ocupada, donde combaten en una ciudad portuaria y en varios puestos de control de un río, de tal manera que Brown puede infiltrarse en una fábrica de agua pesada (se basa en los hechos históricos conocidos como batalla del agua pesada). Aprovechando la oscuridad, el comando realiza un ataque sorpresa en el pueblo ocupado para crear una ruta de escape desde la fábrica. Después de un largo combate, se logra repeler al enemigo del pueblo.
La última parte ocurre en Estalingrado con la orden de ayudar al oficial soviético Salenkov. Una vez en las alcantarillas, Brown encuentra un pelotón que se dirige hacia ellos, de tal manera que ve como sus compañeros de equipo han sido capturados. Explorando la ciudad bajo control nazi, se infiltrar en el cuartel general alemán, donde rescata a sus compañeros de equipo y libera una importante reliquia rusa. Durante su espionaje, Brown descubre que el agente doble y el informador nazi no es otro que Salenkov. Brown mata al traidor y conduce a los comandos fuera del cuartel general. Hawkins y O'Brien eliminan varios objetivos en las ruinas de la ciudad, luego se agrupan con un escuadrón del Ejército Rojo para repeler a varias oleadas de invasores nazis. El juego termina con Brown reuniéndose con los comandos y celebrando el éxito de la misión.

## Personajes

### Boina Verde - Francis O´Brian - Capitán
- Nacimiento: 17 de junio de 1910, Nueva York (Estados Unidos)
- Altura/Peso: 1.89 metros, 89 kilogramos

Tras perder a su madre fue ingresado al orfanato St.Mary, donde al tener estudio y trabajo duro desarrolló su fuerza. A los 18 fue becado a la Universidad de Columbus. Los nazis invadieron Polonia y se unió al equipo de ingenieros. Durante la evacuación de Dunquerque lideró a su escuadrón para llegar a la playa y escapar. Fue reconocido con laureles y reclutado por la unidad Commandos. Es disciplinado pero violento.
- Armas y Objetos:

Cuchillo, pistola: Colt M1911A1, fusil: Karabiner 98k, subfusiles: MP40 y Thompson, fusiles automáticos: BAR y Stg44 (Mp44).
- Ventajas:

Puede recoger subfusiles y pistolas, usándolos de a dos. 
- Desventajas:

Es el commando con menor resistencia.

### Francotirador - William Hawkins - Teniente
- Nacimiento: 11 de enero de 1914 Oxford (Reino Unido)
- Altura/Peso : 1.83 m, 76 kg.

De familia rica, fue expulsado de la universidad de Oxford en 1934 pero su habilidad con el fusil sería premiada al obtener 3 medallas de tiro en los Juegos Olímpicos de Berlín. Siendo buscado por la policía, emprendió viajes por todo el mundo y regresó a casa al estallar la guerra. Fue arrestado, pero le hicieron una oferta a la cual aceptó y se unió a la unidad de Commandos. Es inmaduro, como un niño grande (muy grande) pero daría su vida por sus compañeros.
- Armas y objetos:

Cuchillos (para lanzar y matar a distancia o si es cerca, para perforar la médula espinal), pistola: Colt M1911A1 y Luger P08, fusiles de francotirador: Springfield M1903, Mosin-Nagant y Gewehr 43.
- Ventajas:

Puede matar a largas distancias con su fusil. Es el personaje con más resistencia y que mejor nada o bucea.
- Desventajas:

Su fusil es muy ruidoso y puede alertar a los enemigos.

### Espía - George Brown - Coronel
- Nacimiento: 29 de diciembre de 1898
- Altura/Peso: 1.86 m, 76 kg

Es un alemán que odia a los nazis y todo lo relacionado con ellos, por eso se unió a la unidad Commandos.
- Armas y objetos:

Cuerda de piano (para matar silenciosamente), pistola: Walther PPK y Luger P08, subfusil: MP40.
- Ventajas:

Puede utilizar uniformes enemigos para disfrazarse y así, pasar inadvertido.
- Desventajas:

No puede tener un uniforme enemigo puesto y disparar a la vez, si dispara perderá el camuflaje del uniforme enemigo y será descubierto, pero sí puede matar sin ser descubierto con un uniforme enemigo si utiliza a corta distancia la cuerda de piano para estrangular a un enemigo.

### Comisario Salenkov
Salenkov es un comisario que ayuda a la Strike Force. Es un personaje que no es jugable. El es el traidor que ayuda a los alemanes y traiciona de cierto modo a Strike Force, es asesinado por El Espía 
- Armas:

Pistola: Luger P08. También hay una silenciada que solamente la puede usar el espía. Ametralladoras: MP40, Tompson. Rifles de francotirador. Cable para ahogar.

## Desarrollo
Para su creación, la compañía Pyro invirtió unos nueve millones de euros, dirigido por José Manuel García Franco, contó con setenta personas en plantilla y la participación de unas trescientas personas más, durante tres años de desarrollo. Fue en 2006, la producción española de un videojuego. Su banda sonora está compuesta por Mateo Pascual e interpretado por el coro y la Orquesta Sinfónica de Bratislava, y uno de sus dobladores fue Ramón Langa. Se elaboró un modo multijugador para hasta ocho personas en consola y dieciséis en ordenador.

## Acogida
Pensado para venderse en diferentes plataformas y llegar a más público, desde el ordenador hasta diferentes videoconsolas como Xbox o PlayStation 2, el juego no tuvo mucho éxito y fue objeto de numerosas críticas, aunque llegó a vender 40 mil copias para PlayStation 2 en España durante 2007. La tirada inicial fue de 150.000 copias en España y distribuido también en varios países de Europa y posteriormente Estados Unidos.